# Adelophryne gutturosa
Adelophryne gutturosa é uma espécie de anfíbio da família Eleutherodactylidae. Pode ser encontrada no Escudo das Guianas, na Guiana, Suriname, Guiana Francesa, Brasil e Venezuela.